# ولفرام زیفرس
ولفرام زیفرس (به آلمانی: Wolfram Sievers) (زاده ۱۰ ژوئیه ۱۹۰۵ - درگذشته ۲ ژوئن ۱۹۴۸) یک مدیر آلمانی در دوره رایش سوم و از سال ۱۹۳۵ تا ۱۹۴۵ رئیس آننربه بود.